# Клєваєв Вадим Михайлович
Вадим Михайлович Клєваєв (18 квітня 1944, м. Чаплигін, Ліпецька обл., РРФСР, — 24 жовтня 2002, Київ, Україна) — радянський і український мистецтвознавець, поет, перекладач, викладач Національної академії образотворчого мистецтва і архітектури України (НАОМА).

## Біографія
Вадим Михайлович Клєваєв народився у сім'ї офіцера Червоної Армії Михайла Федоровича (1896—1956) і педагога Ганни Василівни (1906—1991). У дитинстві багато і тяжко хворів, тому читання стало його улюбленим дозвіллям, а самоосвіта — засобом спілкування із світом. Рано почав писати вірші, перекладати з німецької та французької твори Р.-М. Рільке, Г. Аполлінера, Т. Корб'єра, П.Клоделя. В. М. Клєваєв глибоко відчував музику, розумівся на її особливостях, його думки цінували такі музиканти як Валентин Сільвестров, Ігор Блажков, Леся Дичко.
На початку 50-х рр. сім'я Клєваєвих переїхала до Києва з Калуги.
З 1961 по 1967 рр. В. М. Клєваєв навчався на мистецтвознавчому факультеті Київського державного художнього інституту (КДХІ, з 1992 — Національна академія образотворчого мистецтва і архітектури, НАОМА), отримав диплом з відзнакою. Дипломну роботу «Реалістичні основи радянського українського рисунка 1930-х років» В. М. Клєваєв написав під керівництвом П. І. Говді, спираючись на матеріали унікальної, авангардної як на ті часи, виставки українського рисунка 1917—1941 рр., що відбувалась у грудні 1966 р. у Державному музеї українського образотворчого мистецтва (нині — Національний художній музей України). Досвід, отриманий молодим мистецтвознавцем по систематизації та аналізуванні такого великого матеріалу, робота у запасниках музею визначили подальший напрям його професійної діяльності.
З 1967 р. працював у відділі радянського мистецтва Державного музею українського образотворчого мистецтва, потім — у редакції провідного українського журналу «Образотворче мистецтво».Регулярно публікував статті з широкого кругу актуальних проблем теорії та історії радянського і зарубіжного мистецтва. У 1974 році став членом Спілки художників України.
З 1976 р. викладав у Київському державному художньому інституті. Читав основні курси історії зарубіжного мистецтва. До власної кар'єри залишався байдужим. Не піклувався про отримання звань, титулів, як і про неміцне здоров'я. Жив усамітнено.
Помер у 2002 р. від сердечно-судинної недостатності. Похований на Байковому кладовищі.

## Викладання
У 1976 р. по конкурсу отримав посаду старшого викладача кафедри теорії та історії мистецтва Київського державного художнього інституту, за спеціальністю «історія зарубіжного мистецтва». Неабияка ерудиція В. М. Клєваєва дозволила йому читати ключові курси, перш за все — історію західноєвропейського мистецтва XIV—XVII ст., приділяючи особливу увагу Північному Відродженню, живопису Веласкеса і Караваджо. Читав також курси по мистецтву Давнього Сходу, античності, курс «Історія світової культури». Розробив та читав спецкурси по іконографії та античній міфології.
Лекції В. М. Клєваєва, схожі на моноспектакль чи театр одного актора, запам'ятались багатьом поколінням студентів. На його лекціях нерідко можна було зустріти філологів та істориків з КНУ ім. Т. Г. Шевченка, колишніх студентів, котрі приходили для того, щоб ще раз почути його[джерело?]. Під керівництвом В. М. Клєваєва написано більше 30-ти дипломних, багато курсових робіт.

## Творчість
В. М. Клєваєв вважав своєю основною справою поезію. У його архіві збереглось більше 40 поетичних циклів; переклади Р.-М. Рільке, Г. Аполінера, Т. Корб'єра, П. Клоделя. За життя не вийшло жодного збірника його віршів, була лише одна публікація циклу «Стихи последнему скифу» в журналі «Новый круг». Тим не менш, його поезія стала фактом культурної свідомості багатьох людей різних поколінь киян. Збереглись також великі фрагменти прози, фрагменти романів про Караваджо та про Тесея, три п'єси, чимало пародій.

## Збереження спадщини
В 2002 г. після смерті В. М. Клєваєва його колеги і студенти під керівництвом доцента кафедри історії та теорії мистецтв Л. О. Лисенко вивезли його архів із квартири, що дозволило підготувати публікації та видати твори Клєваєва. Відбір, розшифровку, підготовку матеріалів архіву до публікації, а також чотири томи творів В. М. Клєваєва зробили І.Белаш і Я.Хоменко. Була проведена публічна підписка, зібрані благодійні внески. Друзі, колеги, учні В. М. Клєваєва пожертвували суму, достатню для видання двох перших томів
У 2005 р. у київському видавництві «Факт» вийшли друком два томи творів (російською мовою): до першого тому, «Сочинения», увійшли вірші, переклади, статті про поезію, до другого — «Накануне прекрасного дня. Неоконченный роман об итальянском живописце Караваджо». Тоді ж, влітку, журналіст І.Колеснікова зробила передачу про В. М. Клєваєва на Радіо «Свобода» (російська редакція). У жовтні 2005 р. у Національному художньому музеї України, де працював Клєваєв, завдяки допомозі та за активної участі співробітників музею, учнів КлєваєваМ.Задорожної та М.Скірди, пройшов вечір його пам'яті [Архівовано 3 червня 2016 у Wayback Machine.].
У 2007 р., завдяки фінансовій допомозі НАОМА і особисто ректора А. В. Чебикіна та проректора Н. Я. Михайлюка, а також благодійному внеску Л.Комского, були видані: третій том творів «Здесь видно несколько влияний …» — пародії та п'єси, і останній, четвертий том — «Лекции по истории искусства». У березні 2007 р. у Національному художньому музеї України відбувся другий вечір пам'яти В. М. Клєваєва, презентація книжок, показ нового фільму про В. М. Клєваєва — дипломної роботи випускниці Інституту кінематографії КНУКІ А. Одріної (Комскої).
У березні 2008 р. пройшов круглий стіл, присвячений творчості В. М. Клєваєва та видана брошура із статтями та спогадами друзів, учнів, колег
Архів В. М. Клєваєва переданий до Національного художнього музею України. Частина накладу передана бібліотеці НАОМА, а також кільком великим бібліотекам Києва.

## Книжки В.М.Клєваєва
- Вадим Клеваев. Сочинения

До книги увійшли вибрані поетичні цикли, вірші, переклади Р. М. Рільке, створені у період з 1966 по 2001 рр., статті про поезію і кілька сторінок із щоденника
- Вадим Клеваев. Накануне прекрасного дня

У середині 1980-х років В. М. Клєваєв почав писати роман про Мікеланджело Мерізі да Караваджо. Рукопис залишився незакінченим. Після смерті В. М. Клєваєва у його архіві були знайдені два великих фрагменти прози, в котрих йдеться про короткий період життя і творчості Караваджо. Готуючи рукопис до видання, укладачка додала й чернетки та розгорнуті плани автора: «Детские и юношеские годы Караваджо»; «Караваджо и Рубенс», «Караваджо. Последние годы жизни» і поетичний цикл «Стихи живописца Караваджо», який, за задумом В. М. Клєваєва, мав стати невід'ємною частиною роману. Книга проілюстрована, має коментарі, які дозволяють відтворити атмосферу кінця XVI — початку XVII ст..
- Вадим Клеваев. Здесь видно несколько влияний

В. М. Клєваєв був дотепною людиною. Він володів не просто вмінням гостро жартувати, а особливою якістю інтелекту, здатністю дивитись іронічно на світ, на оточення і звички, які панували у тих різноманітних гуманітарних сферах, з якими він стикався, на себе самого. Книга складається з двох частин. У першій — вибрані пародії, жартівливі вірші та проза. У другій частині — дві п'єси: «История об отроках вавилонских» та «Добрый человек из Унитаза», а також коментарі до них.
- Вадим Клеваев. Лекции по истории искусства

В основі збірки — курс лекцій, який В. М. Клєваєв читав у Національній академії образотворчого мистецтва і архітектури впродовж більш ніж двадцяти років. У книзі п'ять розділів:
1. Искусство Древнего мира
2. Введение в курс «История культуры»
3.Лекции по истории искусства. Эпоха Возрождения — XVII век
4.Статьи о зарубежном искусстве XX века
5.Фрагмент недописаного роману «Тесей», над яким Клєваєв працював наприкінці 60-х років.

## Вибрані публікації
- Державний музей українського образотворчого мистецтва /буклет/. К.,"Мистецтво",1969.

Статті в журналах Спілки художників України «Мистецтво» та «Образотворче Мистецтво»
- Мистецтво закликає. «Мистецтво», 1969, № 2.
- Великий гуманіст. «Образотворче мистецтво», 1971, № 3
- Прогресивне мистецтво світу у боротьбі за мир. «Образотворче мистецтво», 1971, № 5
- Перші кроки молодих. «Образотворче мистецтво», 1972, № 2
- Відтворення гармонії. «Образотворче мистецтво», 1972, № 5
- Революційні традиції радянського мистецтва і сучасний художній процес. «Образотворче мистецтво», 1973, № 4
- Мистецтво боротьби та перемоги. «Образотворче мистецтво», 1974, № 1
- Тридцятиріччю Перемоги присвячена. «Образотворче мистецтво», 1975, № 3
- Кіпрські образи Георгія Чернявського. «Образотворче мистецтво», 1975, № 5
- Висока місія митця. «Образотворче мистецтво», 1976, № 4.
- Епоха і творчість. «Образотворче мистецтво», 1977, №З
- Великий майстер Відродження. «Образотворче мистецтво», 1977, № 7
- Джорджоне да Кастельфранко. «Образотворче мистецтво»,1978, № 3
- Від самогубства мистецтва до мистецтва самогубства. «Образотворче мистецтво»,1980,№ 3
- Фальсифікатори та їх сутність. «Образотворче мистецтво», 1983, № 2
- Проблема соціального замовлення в буржуазному мистецтві «0бразотворче мистецтво», 1985, № 3
- Буржуазний модернізм і світова мистецька спадщина. «Образотворче мистецтво»,1986, № 4